# Šoderica
Šoderica je jezero u Koprivničko-križevačkoj županiji. Južni i zapadni dijelovi su na području općine Drnje, a ostatak je na području općine Legrad.

## Opis
Udaljeno je od dravske obale oko 400-500 metara. Smješteno je na prvoj dravskoj terasi i raspolaže sa šljunčanim slojem debljine oko 15 metara. To je umjetno jezero zato što je nastalo antropogenim putem, tj. djelatnošću čovjeka na iskorištavanju prirodnih mineralnih sirovina šljunka i pijeska nastalih fluvijalnom erozijom i akumulacijom u holocenu. Ova djelatnost koja je započela koncesijom rasinjskog vlastelina Inkeya (1869.) traje i danas, a predviđa se i u budućnosti u narednih 30 godina. Iskop šljunka ne utječe na razinu podzemnih voda kao niti na razinu vode u jezeru. Podzemlje Šoderice prihranjuje rijeka Drava, a tijek podzemnih voda u tom značajnom šljunčanom kolektoru paralelan je tijeku rijeke Drave. Vodostaji Šoderice korespondiraju s vodostajima Drave, premda s izvjesnim zakašnjenjem. Postoji sustav odvajanja dijela vode kojim se može utjecati na vodostaj.
Usporedno s oblikovanjem umjetnog jezera, od 20-tih godina, a naročito od 1960-ih godina počinje se širiti turistička aktivnost, koja danas stagnira. Najznačajnija je na najstarijem sjevernom dijelu jezera, a na približno 1500 metara sjeverne obale jezera više ili manje uređena je plaža. Obalni pojas je osrednje razvedenosti i nasut šljunkom. U zaleđu je smješteno vikend naselje od približno 400 objekata, nekoliko ugostiteljskih radnji, neophodne prometnice, nasadi zelenila (prevladava visoko raslinje) i zimzeleni šumarak veličine 1,1 ha. Uz ostale obalne površine jezera postoje poljoprivredna zemljišta, oranice i livade. Vikend naselje s neposrednim okolišem definirano je urbanističkim planom koji obuhvaća površinu od 90 hektara. Iz ranih 90-tih godina potječu odgovarajuće studije o turističko-rekreativnim funkcijama te o pedološkim i hidrogeološkim svojstvima turističko-rekreativnog centra Šoderica koje, na žalost, nisu u cjelini ostvarene.
Šodericu ograničava s istočne i sjeveroistočne strane asfaltirana prometnica i odvojak željezničke pruge (industrijski kolosijek). S južne i jugozapadne strane granica joj je u blizini željezničke pruge Koprivnica-Budimpešta. Na drnjanskom dijelu jezera se pretežito vrši eksploatacija šljunka, dok se turističke aktivnosti odvijaju na prostoru općine Legrad. Nadmorska visina se kreće između 127,8 i 129,6 metara. Voda je procjednim putem, filtrirajućim procesima zavisnim od režima rijeke Drave, ispunila jezersku depresiju prigodom vađenja šljunka. Izuzetne je čistoće i bistrine s malo suspendiranih čestica i velike providnosti. No kvaliteta vode je narušena štetnim sastojcima ili nekim prirodnim primjesama u većim količinama. U podzemlju je kvaliteta narušena zbog blizine deponije stanice za ispiranje vagona i cisterni te zbog neadekvatne odvodnje otpadnih voda turističkog naselja, a u svom sastavu sadrži nešto povećane količine željeza. Prosječna dubina najstarijeg odnosno sjevernog dijela jezera je oko 8 metara, premda je veći dio središnjeg dijela jezera plićak s dubinama vode koje se kreću od 0,5 do 1 ili 2 metra. plitko područje se nalazi i na krajnjem sjeveroistočnom dijelu gdje u vrijeme vegetacije slobodne vode nema. U sjevernom dijelu oblikovano je nekoliko manjih ili većih otoka koji su obrasli autohtonom šikarastvom i šumskom vegetacijom. Dubina vode u južnom dijelu je znatno veća i mjestimično se kreće do 20 metara. Ovdje se iskop šljunka odvija plovnim bagerom. U tom su dijelu šljunčani depoi, upravne zgrade, separacija, betonara, trafostanica i industrijska željeznica. Površina jezera je oko 150 hektara, čime se već danas ubraja u najveće umjetno nastale vode stvorene iskopom mineralnih sirovina.

## Slike
- Šoderica
- Šoderica